# Viola oxyodontis
Viola oxyodontis är en violväxtart som beskrevs av H.E. Ballard. Viola oxyodontis ingår i släktet violer, och familjen violväxter. Inga underarter finns listade i Catalogue of Life.